# Neomorphus radiolosus
El cuco hormiguero escamoso, cuco terrestre escamado o váquiro negro (Neomorphus radiolosus) es una especie de ave de la familia Cuculidae, que se encuentra en Colombia y Ecuador.

## Hábitat
Vive en el bosque húmedo del piedemonte y laderas de la vertiente del Pacífico, entre los 30 y 1.525 m de altitud.

## Descripción
Mide 46 a 50 cm de longitud. Cresta y nuca color negro brillante, frente con rayas blancas; parte alta del dorso y partes inferiores negras con rayas color crema; parte baja del dorso marrón con finas líneas negras; grupa parda negruzca; los flancos color crema; alas con las coberteras color marrón purpúreo, pimarias internas y secundarias de color rojo púrpura profundo con vexilos internos negros; las plumas centrales de la cola son de color verde brillante, las rectrices exteriores púrpuras y las coberteras negras. Presenta piel desnuda azul alrededor del ojo; iris castaño oscuro: El pico es negruzco arriba y color hueso abajo y cerca de la punta. Las patas son de color gris azulado.